# Distrito de Putina
El distrito de Putina es uno de los cinco distritos que conforman la provincia de San Antonio de Putina, ubicada en el departamento de Puno, bajo la administración del Gobierno regional de Puno.
Desde el punto de vista jerárquico de la Iglesia católica forma parte de la diócesis de Puno, sufragánea de la arquidiócesis de Arequipa.

## Historia
El distrito fue creado en los primeros años de la República. Con este nombre se hace referencia a las aguas termales que caracteriza a este lugar. "PHUTINA" es nombre genérico a todos o a casi a todo los lugares donde se encuentra aguas termales de alta temperatura, cuyo origen se encuentra en la ramificaciones de los volcanes que tienen desfogues naturales. En el caso que nos ocupa, se llama "phutina" exclusivamente al lugar que se encuentra el manantial de agua termal, en las faldas del cerro Alqamarini.(el lugar que hoy ocupan los baños Wenseslao Molina), en las faldas de K'aquencorani, aun sin explotar. las vertientes situadas al noreste, se llamaban, al igual que hoy,"Huayna Phutina", tal vez porque la temperatura del agua era menor. solo al construirse la estancia adjudicada a los de Vega, se dio el nombre de putina a toda el área comprendida dentro de dicha estancia y que ocupaba prácticamente, toda la actual extensión del distrito de putina.

## Geografía
Esta provincia tiene un área de 1 201,92 km².

## Autoridades

### Municipales
- 2019 - 2022[2]
  - Alcalde: Yolinda Barrantes Quenallata, de FADEP.
  - Regidores:

### Policiales
- Comisario:  PNP

### Religiosas
- Diócesis de Puno[3]
  - Obispo: Mons. Jorge Pedro Carrión Pavlich.
- Parroquia
  - Párroco: Pbro.  .

## Atractivos turísticos
La ciudad capital de la provincia es un pueblo maravilloso que descansa al arrullo de los ríos, que reflejan las casitas pueblerinas, una iglesia inmensa, el trazo típico de sus calles, la cual nos ubican en un pueblo levantado al estilo de los españoles colonizadores, callecitas angostas empedradas, las antiguas las nuevas ya tienen trazos y características modernas los colonizadores se han preocupados fundamentalmente porque cada ´pueblo tenga su iglesia o su capilla, la de putina es una obra colonial, toda la piedra terminada de construir según investigación del profesor Alberto Urquiaga, en 1623 la majestuosa imponencia del templo en su conjunto se aprecia desde todo los lugares del pueblo
Los baños termales: son la característica fundamental. El balneario de putina ha merecido la visita de estudios de los famosos científicos como Antonio Raimondi y Felipe Urquieta. Existen dos complejos de baños, el Wenceslao Molina y el balneario turístico José Solórzano Salas que es el más importante y el más concurrido, pues cuenta con una piscina cristalina de agua calienta, al igual que son varias pozas de agua caliente y atemperada sus aguas tienen propiedades curativas para reumatismo, algunas afecciones dérmicas, disolución de cálculos, etc. de comprobada eficacia.
El paisaje: es otro elemento de potencial turístico de la provincia. El panorama que se observa al trasladarse y llegar ananea, rinconada, es simplemente maravillosa la imponencia de las nieves eternas de ananea con su resplandensencia blancura y su hábito de misterio sobre coge al alma……. El hombre humildemente tiene que reconocer su insuficiencia ante esa belleza de apu
El parque turístico Sirpiqaqa: es un mirador natural, de su sima se divisa el pueblo en su integridad, cerros campos riso y lagunas de sus pies brotan manantiales, frescas y cristalinas. Otro aspecto que tiene que ofrecer a los visitantes es el de las fiestas y las ferias. La de mayor trascendencia y alcance es el carnaval. El periodo carnavalesco es propicio para llenarse de panorama y de las costumbres y expresiones de los putiñenos. 
Criadero de la vicuña de Picota ni Cala Cala y Trapiche.: Donde se practica técnicamente la crianza de la vicuña las cuales son accesibles por carreteras afirmadas donde el turista puede apreciar manadas de vicuña en su ambiente natural. 
La puya de Raimondi es otro de los atractivos de esta provincia, esta planta se puede apreciar en toda su plenitud en determinadas serranías próxima a la capital provincial, como Bellavista, por ejemplo en misma plaza de armas de Putina.

## Festividades
- Junio: San Antonio

Las festividades que se realizan en las diferentes capillas y templos tiene un desarrollo que obedece a un patrón general. Las fiestas religiosas están organizadas por toda las comunidades, cuyos integrantes participan en toda las actividades, pero quien la responsabilidad de todo su desarrollo es el alferado.